# Electric Weekend
El Electric Weekend, también conocido como Getafe Electric Festival, fue un festival de rock que se celebró en 2008 en el auditorio John Lennon situado en Getafe, Madrid, España. Fue organizado por la promotora de conciertos Last Tour International. 

## Historia

### 1ª edición, 2008
El 18 de enero de 2008 se confirmaron las dos primeras bandas: Metallica y Rage Against The Machine, siendo en este festival la única vez que tocarán estas dos bandas en España. El festival se celebró los días 30 de mayo y el 31 de mayo, que en un principio eran también los días previstos para la celebración de la decimoquinta edición de Festimad Sur. La organización de Festimad Sur ha decidido cambiar la fecha de celebración de Festimad a los días 6 y 7 de junio con el objetivo de evitar que ambos festivales se realizaran el mismo fin de semana y en la misma comunidad autónoma.
El 5 de febrero de 2008 se confirmaron más grupos: Machine Head, Cavalera Conspiracy, Serj Tankian, Iggy & The Stooges, Within Temptation, Queensrÿche y Nothink.
El 14 de febrero de 2008 añadieron dos grupos más: Queens of the Stone Age y Soilwork.
El 31 de marzo de 2008 se confirmó la última tanda de grupos de forma oficial: The Offspring, Millencolin, At The Gates, The Haunted, Biffy Clyro, From First To Last, Eths y Mos.

### Distribución del cartel por días
| Viernes, 30 de mayo | Sábado, 31 de mayo                                                                                     |
| --- | --- |
| Rage Against the Machine The Offspring Serj Tankian Queens of the Stone Age Cavalera Conspiracy Millencolin Iggy & The Stooges Biffy Clyro From First To Last Nothink | Metallica Machine Head At The Gates The Haunted Mnemic Within Temptation Soilwork Queensrÿche Eths Mos |